# Прийменник в українській мові
Для загального ознайомлення дивіться статтю «Прийменник».
Прийме́нник — незмінна частина мови, що виражає залежність іменника, прикметника, числівника, займенника від інших слів у словосполученні та реченні[джерело?].
Прийменник з іншими частинами мови може вказувати на[джерело?]:
- об'єкт дії: подарунок (для кого?) для сестри, писати (про кого?) про брата;
- напрямок: їхати (куди?) на море, йти (куди?) до лісу;
- місце: росте (де?) біля криниці;
- причину: заспівав (з якої причини?) від радості;
- мету: зібратися (з якою метою?) для роботи;
- час: залишити (на скільки?) до завтра.

Той самий прийменник може виражати різні смислові відношення: росте за хатою (місце) — прийти за годину (час) — купив за гривню (об'єкт).
Те саме значення може бути виражене за допомогою різних прийменників: росте біля дороги, росте при дорозі, росте край дороги, росте поблизу дороги.
Прийменники можуть вступати в синонімічні й антонімічні зв'язки: при, біля, поблизу, край, неподалік (синоніми), в — з, під — над (антоніми).

## Основні підходи до статусу визначення прийменника в українському мовознавстві

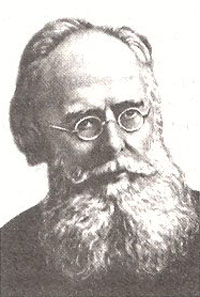
Олександр Потебня

У сучасному мовознавстві ще немає єдиного погляду на визначення, роль і місце прийменника в системі частин мови.
Найпоширенішою теорією є тлумачення прийменника як службового слова з послабленим лексичним значенням. Такого погляду дотримуються в українській, російській, білоруській, узагалі у слов'янській граматиці цілий ряд мовознавців: В. С. Бондаренко[джерело?], А. М. Пашківський[джерело?], І. Г. Чередниченко[джерело?], А. С. Колодяжний[джерело?], А. С. Мельничук[джерело?], З. І. Іваненко[джерело?] та багато інших.
Прибічники іншої теорії характеризують прийменник як особливого роду морфему. До такого розуміння прийменника наближалися у своїх судженнях О. О. Потебня[джерело?], І. О. Бодуен де Куртене[джерело?], О. М. Пєшковський[джерело?], В. О. Богородицький[джерело?], В. В. Виноградов та інші[джерело?]. Теорію морфемної природи прийменника теоретично довів Є.Курилович[джерело?]. Поглибив, розбудував і послідовно використав на матеріалі прийменникової системи сучасної української літературної мови І. Р. Вихованець[джерело?]. У морфемній теорії прийменник має лише граматичне значення і цілковито позбавлений лексичного значення, тому що він не відображує предметів і явищ матеріальної дійсності, а лише свідчить про взаємозв'язки між предметами та явищами цієї дійсності. Лексичне ж значення асоціюється з семантикою відношень, які вони виражають. На користь такої точки зору прийменника вказує[джерело?]:
- нездатність окремого номінативного вживання;
- неспроможність самостійно поширювати словосполучення;
- неможливість паузи після цих слів у мовленні;
- морфологічна або семантична нерозкладність більшості з них;
- нездатність нести на собі смисловий наголос (за винятком тих випадків, коли відбувається протиставлення за контрастом);
- відсутність самостійного наголосу більшої частини службових слів;
- своєрідність граматичних значень, які розчиняють у собі лексичний зміст службових слів.

За третьою теорією, яка не знайшла поширення в мовознавстві, прийменник виділяється як самостійне слово. Дослідники, які вивчають прийменник як самостійне слово, ототожнять його лексичне значення з лексичним значенням повнозначних слів. Так, І. К. Кучеренко переконаний у тому, що прийменники є прислівниками узагальненого значення: основна роль прийменників полягає в тому, щоб утворювати складений член речення (прийменник + іменник = прислівник). Прийменник виконує в складеному члені речення роль повнозначної зв'язки, яку можна назвати обставиною[джерело?]. О. О. Потебня назвав прийменник зв'язкою об'єкта[джерело?]. Іменник же, який фактично є додатком, що характеризує по-своєму те, що виражається зв'язкою, у цьому разі як компонент складеного члена речення, тут конкретно — обставини, може бути названим іменною частиною складеної обставини. Отже, за І. К. Кучеренком, прийменник граматичними рисами схожий на ознаки дієслівної зв'язки. Щодо так званих післяйменників (слова або морфеми (за іншою теорією), що виражають синтаксичні відношення між іменними частинами мови та дієсловами), то їх прибічники цього погляду називають дієслівними суфіксами. Також існує думка, що прийменник не є ні словом, ні морфемою. Структурно він набуває ознак слова, функціонально — ознак морфеми. Такої думки дотримується О. П. Суник[джерело?].

## Історія
Українські непохідні (або первинні) прийменники походять від праслов'янських прийменників. У більшості випадків для них можна встановити праіндоєвропейську етимологію. Прийменники мають те ж саме походження, що й приставки: від напівслужбових слів, близьких до прислівників. У положенні перед дієсловами ці слова злилися фонетично і графічно з ними, утворивши приставки, у позиції ж перед іменами вони зараз пишуться окремо і називаються прийменниками. Втім, прийменники теж не мають власного наголосу, примикаючи фонетично до наступних слів (такі синтаксичні одиниці називаються проклітиками).

### Без
Має те ж саме походження, що й приставка «без-». Існує в усіх слов'янських мовах. Для праслов'янської форми *bez реконструюють первісне значення «ззовні», «поза». В інших індоєвропейських мовах спорідненими лексемами вважаються лит. be, латис. bez, санскр. bahih («ззовні»), які теж виводять з пра-і.є. bhegh-.

### Біля
Прийменник «біля» являє собою фонетично змінене д.-рус. подьлѣ, утворене від прийменника по і іменника *дьля («довжина») через незасвідчені форми *підля, *підлі. Звук [d] випав перед [l], початковий [p] замінилося на [b] під впливом синонімічного прийменника «близько», прикінцеве я виникло з давнішого ѣ (аналогічно «відкіля» < отъколѣ, «після» < послѣ). Інша гіпотеза (О. М. Трубачов) виводить «біля» від прасл. *obъ-dьlě, але вона має труднощі фонетичного характеру.

### В/У
Фонетичні варіанти — «у», «в», «ув», «уві», «вві». Прийменник «в/у» має те ж саме походження, що й приставка «у-/в-». З граматичного й етимологічного погляду в прийменнику «в/у» можна виділити два різних праслов'янських прийменники. Один, найбільш поширений, вживається з місцевим і знахідним відмінками і походить від прасл. *vъ < *vъn (д.-рус. въ, вън), у якому початкове *v- має протетичне походження, а *ъn вважається спорідненим з дав.-гр. εν, лат. і англ. in, нім. im. Втрата прикінцевого *n сталася внаслідок закону відкритого складу майже у всіх позиціях, зберігся він тільки на початку деяких займенників (у них, у ньому, у неї). Другий прийменник трапляється у сполученні з родовим відмінком (у мене) і веде походження від прасл. *u (д.-рус. ѹ) < пра-і.є. *au. Первісним значенням цього прийменника-префікса було передавання віддалення від чогось (пор. утекти, упустити), надалі він також став позначати розташування поруч, біля чогось (заст. у воріт, у порога).

### Від/Од
Прийменник від (застаріла й розмовна форма од) походить від д.-рус. отъ, форми з прикінцевим -д пояснюють аналогією до прийменників над, під; початковий в- має протетичне походження. Очевидно, прасл. *otъ походить від ранішої форми *ot; висловлювалося припущення, що в ньому збіглися два різні праслов'янські прийменники *otь (< *ŏtĭ) і *ot, а зміна редукованого *ь на *ъ могла статися під впливом *nadъ і *podъ. В інших індоєвропейських мовах спорідненими вважаються литовські приставки at-, ata-, ati-, латис. at-, лат. at («але»), et («і»), грец. έτι («ще», «все ще»), що теж сходять до пра-і.є. *ati, *eti («через що», «назовні», «звідки»).

### Для
Прийменник «для» не має загальноприйнятної етимології. Припускають, що він утворений від д.-рус. дѣля внаслідок випадіння ѣ у ненаголошеній позиції. Праслов'янське *dělja пов'язують з *dělo («діло», «справа»). Інша версія виводить «для» від колишнього іменника *dьlja («довжина»).
У розмовному мовленні може вживатися прийменник «задля», утворений від за + для. Семантика його близька до прийменників «для» і «заради».

### До
Прийменник до походить від д.-рус. до; а прасл. *do вважають спорідненим з латинським елементом -do (у прийменнику endo — «у»), а також з грец. -δε — енклітиком для вказання напряму (οίκαδε — «додому»), англ. to, нім. zu. Реконструйоване пра-і.є. *do (*de), очевидно, пов'язане із займенниковим коренем *do, що дав також прасл. *da, укр. да.

### З/Зі/Із
Має те ж саме походження, що й приставка «з-». Фонетичні варіанти — «з», «із», «зі», «зо». З етимологічного і семантичного погляду в цьому прийменнику можна виділити три різних прийменники, які мають різне походження: від прасл. *sъn < пра-і.є. *son; від прасл. *sъn < пра-і.є. *kon; від прасл. *iz < пра-і.є. *eg'hs або *eks.
- У першому значенні «з» (від д.-рус. съ) вживається з орудним відмінком для позначення сумісності (зі мною, з нами), а також з родовим для позначення приблизності (з десяток, розміром з корову). Відповідна дієслівна приставка «з-» означає з'єднання. Праслов'янське *sъn вважається фонетичним варіантом *sǫ (пор. сусід, сумісний) і порівнюється з лит. san, латис. suo, санскр. sam, дав.-ісл. sam-, лат. similis («подібний»), грец. ὁμός. У праслов'янському *sъn ми маємо злиття двох праіндоєвропейських прийменників-приставок — *son і *kon[3]. Відпадіння прикінцевого *n сталося внаслідок дії закону відкритого складу (аналогічно *vъn), він зберігся він тільки на початку деяких займенників (з ним < съ нимъ < сън имъ).
- У другому значенні «з» (від д.-рус. съ) вживається з родовим відмінком для введення назв предметів, на поверхні яких знаходиться початковий пункт руху, дії (з поля, з води, з гір). Відповідний дієслівний префікс «з-» означає рух згори (злітити, збігти, з'їхати). Праслов'янське *sъn у цьому значенні вважається похідним не від пра-і.є. *son, а від іншого праіндоєвропейського прийменника-префікса — *kon. Споріднені лексеми в інших індоєвропейських мовах: лат. com, cum («з»), дав.-кімр. cant, ірл. cet; перехід *k > *s пояснюють явищем сатемізації[3]. Відпадіння прикінцевого *n сталося внаслідок дії закону відкритого складу (аналогічно *vъn), він зберігся він тільки на початку деяких займенників (з нього < съ него < сън ѥго).
- У третьому значенні «з» (від д.-рус. изъ) вживається з родовим відмінком для введення назв предметів, усередині яких знаходиться початковий пункт руху, дії (з хати, з України, витягти з води). Праслов'янське *iz (від ранішого *jьz) вважають спорідненим з лит. iš, латис. iz, алб. ith, лат. ex, грец. ἐξ, ἐκ, ірл. ess і виводять від пра-і.є. *eg'hs або *eks. В українській мові, як і в деяких інших слов'янських, прасл. *iz фонетично збіглося з прасл. *sъn[3].

Прийменник «з» може входити до складу складених прийменників (з-над, з-під, з-поміж, з-серед).

### За
Праслов'янське *za вважають спорідненим з лит. až, латис. [az] і виводять з пра-і.є. *g'ho («ззаду», «потім»).
Прийменник «за» може входити до складу складених прийменників (задля, заради).

### Заради
Прийменник «заради» є складеним, утвореним від двох прийменників за + ради; другий може вживатися й окремо в тому ж значенні. У праслов'янській мові *radi був післяйменником, тобто вживався після імен, деякі релікти цього вжитку збереглися досі (пор. укр. Чого ради?). Походження прасл. *radi не зовсім ясне, припускають, що він являє собою наказовий спосіб дієслова *raditi («турбуватися») і споріднене з праір. radiy («ради»), санскр. राधस् («милість», «благословення»). Висувається припущення, що слов'янські та іранські прийменники є за походженням орудним відмінком іменника, утвореного від пра-і.є. *wradh- («бути веселим, збудженим»), звідки також походить прасл. *radъ («радий», «рад»). Гіпотеза про запозичення слов'янського слова з іранських мов недостатньо обґрунтована.

### К
Прийменник «к» (фонетичний варіант «ік») у сучасній українській мові вважається застарілим. У сполученні з давальним відмінком колись вживався замість прийменника «до»: «К Енею руки простягає» (І. П. Котляревський, «Енеїда»), «Увесь день були замуровані вікна, і к вечору мороз рогом поліз» (С. В. Васильченко, «Мороз»). Вже на початок XX ст. цей прийменник вживався дуже рідко: здебільшого для вказання часу і в лайливих висловах («Іди к нечистій матері!», «Туди к лихій годині!» тощо). «Словарь української мови» засвідчує і фонетичний варіант цього слова — «ґ»: «Добре ґ лежачій колоді і огонь класти», «Їден ґ лісу, другий ґ бісу» (із записів Матвія Номиса). Походження цього прийменника остаточно не з'ясоване. Праслов'янську форму відновлюють як *kъm (прикінцеве *m перестало вимовлятися згідно з законом відкритого складу) і порівнюють з вед.-санскр. kam (підсилювальний післяйменник після форми давального відмінка).

### Коло
У прийменнику «коло» злилися два давніх прийменники — д.-рус. коло та около. Праслов'янський прийменник *kolo являє собою форму знахідного відмінка однини іменника *kolo («коло», «колесо»), а прасл. *o kolo («навколо», «навкруги») утворений від *kolo доданням прийменника *o (буквально — «кругом кола», «вздовж кола»).
Спорідненими за походженням є прийменники «довкола» і «навколо», утворені доданням прийменників *do або *na до *o kolo. Звук [o] при цьому зазнав редукції і перейшов у [v].

### Крізь
Прийменник «крізь» («наскрізь») походить від прасл. *krozě, яке виводять від кореня *(s)kroz- («крізь», «через», «поперек»). Пов'язували *krozě і з *kersъ («через»), висували припущення і контамінації *kersъ + *skrozě.

### Крім/Окрім
Прийменник «крім» (д.-рус. кромѣ) походить від прасл. *kromě, що являє собою за походженням формою місцевого відмінка однини слова *kroma («відрізаний край чогось», «кромка»), і первісно мав значення «осторонь», «вдалині».

### Між/Меж/Межи
Варіанти прийменника «між», «меж» походить від прасл. *medjь — родового відмінка множини іменника *medja («межа»), а от варіант «ме́жи» походить від прасл. *medji — називного та знахідного відмінка двоїни іменника *medja («межа»).
У сполученні з прийменниками «з», «по» він утворює складені прийменники (поміж, з-поміж).

### На
Праслов'янський *na походить від ранішого *no < *ono (пор. грец. άνα — «наверху», гот. ana — «на», «над», «до») з закономірним переходом довгого o в *a.
Похідними від прасл. *na прийменниками є «над», «навколо», «навкруг», «навкруги».

### Над
Походить від прасл. *nadъ, утвореного від прийменника *na за допомогою афікса -dъ. Вживається зі знахідним і орудним відмінками, означає перебування вище чогось.

### О/Об
Праслов'янський *ob має індоєвропейське походження: пор. дав.-інд. приставка abhi-, лат. ob- (obeo — «обходжу», oblino — «обмазую»). Надалі b зберігся лише перед звучними звуками (голосними і плавними приголосними), а також перед *v. Первісне значення — «близько», «біля», «поруч». Надалі став вживатися у сенсі «про» (д.-рус. о братѣхъ, слово о пълку Игоревѣ), а також для позначення зіткнення, дотику (о берег, о стіну). У сучасній мові прийменник «о» практично не вживається з місцевим відмінком — для вираження об'єкта розмов, міркувань, турбот (думаю о тобі, турбуюсь о ньому), витіснений конструкцією «про» зі знахідним відмінком, але досі поширений в цьому значенні в інших слов'янських мовах (рос. думаю о тебе, пол. myślę o tobie, серб. ја мислим о теби, хорв. ja mislim o tebi — «я думаю про тебе»). У літературній українській він зрідка може вживатися в значенні «про» з метою архаїзації мовлення («Слово о полку Ігоревім»).

### Перед
Прийменник «перед» (д.-рус. передъ) походить від прасл. *perdъ, утвореного від *per + *-dъ, аналогічно *nadъ, *podъ. Службове слово *per, похідні від якого зараз вживаються тільки як префікси (укр. пере-), вважається спорідненим з лит. per̃ («через», «наскрізь»), pér- («пере-»), латис. par, pãr, прусськ. per («через», «для», «до»), per- («пере-, об-»), санскр. परि, авест. pairi, гот. fair- («пере-»), нім. ver-, лат. per (наприклад, у слові permagnus — «дуже великий», «превеликий»), грец. πέρι, περὶ. Східнослов'янському префіксу пере- відповідає староцерк.-слов. прѣ-, запозичена до української (у формі пре-), що вживається для підсилювання якості прикметника (превеликий, прегарний).

### Під
Прийменник «під» (також «піді», «підо») походить від прасл. *podъ, утвореного від прийменника *po + dъ, аналогічно *nadъ, *perdъ. Будучи антонімом до над, вживається теж зі знахідним і орудним відмінками.

### Після
Прийменник «після» (д.-рус. послѣ) походить від прасл. *poslě, очевидно, утвореного внаслідок скорочення ранішого *poslědъ (*po + *slědъ). Інші версії пояснюють цей прийменник як складений з *po («по») + *sь («цей») + *le, або порівнюють з прасл. *pozdъ («пізній»).

### По
Прийменник «по» і приставка «по-» походять від прасл. *po (його фонетичним варіантом, пов'язаним з чергуванням голосних, є також префікс *pa-, присутня в таких українських словах, як падчірка, пасербиця, пасинок, пахолок, пакіл). Вважається спорідненим з лит. po-, pa- («по-»), латис. pa, лат. po- («по-», «пере-»). Може вживатися з місцевим (по черзі), рідше зі знахідним відмінком (по воду, по гриби). У давньоруській мові вживався також з давальним відмінком, позначаючи місце пересування у просторі (д.-рус. по морямъ, по полямъ), тоді як конструкції з місцевим слугували для позначення слідування в часі або просторі (д.-рус. по слѣдахъ, по ихъ). Надалі в обох випадках стали вживатися форми місцевого відмінка (по морях, по полях, по слідах).
Цей прийменник входить до складу багатьох складених прийменників (поза, поміж, попри, поруч, поряд, посеред).

### При
Цей прийменник походить від прасл. *pri (з ранішої форми *prei), що вважається спорідненим з лит. priẽ («при», «біля», «до»), литовським префіксом príе-, priẽ-, prie-, prý-, pri-, латис. prie- у слові prieds («придача при оборудці»), прусськ. prei («до», «при»), лат. prae, архаїчна форма pri («заздалегідь», «перед»), prīmus, prior, грец. παραί («при»).
Разом з прийменником по утворює складений прийменник попри: з різноманітними значеннями («вздовж», «при», «біля», «всупереч»).

### Про
Колись прийменник також мав значення «для», «через» (у значенні причини). У сполученні з дієсловами він перетворився на префікс «про-». Походить від прасл. *pro, що вважається спорідненим з прусськ. pra («через», «для»), pra- («про-», «пере-», «за-»), лит. pra- («про-», «пере-», «за-»), лат. pro- («перед», «за-»), грец. πρό («перед»), προ- («перед», «за-»), гот. fra- («перед», «за-»).

### Проти
Прийменник «проти» (д.-рус. противъ, противо, противу) походить від прасл. *protivъ, утвореного доданням прийменника *vъ від ранішого *proti, яке вважають спорідненим з латис. pretī, pretiem («назустріч», «напроти»), pret («проти», «перед», «до», «порівняно з»), pretĩba («опір», «спротив», «протилежність»), санскр. प्रति («проти», «до»), грец. προτί, πρός («напроти»), лат. pretium («вартість», «ціна»).

### Серед/Середи
Прийменник «серед» (д.-рус. середѣ, середи) походить від прасл. *serdě, що являє собою за походженням форму місцевого відмінка іменника *serda («середина»).

### Через
Прийменник «через» походить від прасл. *čerzъ < *čersъ, утвореного від ранішого *kerts внаслідок першої палаталізації, зміну *-sъ на *-zъ пояснюють впливом прийменників *vъz (зараз приставка «воз-», «уз-») і *jьz. Ранньопраслов'янське *kerts виводять від пра-і.є. *(s)ker-t- («різати»).

## Походження прийменників та їх морфологічний склад
За походженням прийменники поділяються на дві групи: похідні і непохідні.
До непохідних належать прийменники, спосіб творення яких визначити неможливо: до, без, на, під, при, по, крізь, за, для тощо.
Похідними називаються прийменники, що утворилися від іменних частин мови та прислівників, а також поєднанням прислівників та іменників з непохідними прийменниками: внаслідок, край, довкола, кругом, завдяки, згідно з, незалежно від, одночасно з.

## Уживання прийменників в українській мові
У більшості випадків вибір прийменника визначається звичаєм, наприклад: їхати на Кавказ — їхати у Крим, відпочивати у санаторії — відпочивати на туристичній базі, у вихідні — на цьому тижні тощо. Доволі часто у мовленні трапляються помилкові прийменникові конструкції замість нормативних словосполучень: вітер п'ять метрів за секунду, враження від вистави, дотичний до проблем, застерігати від небезпеки, знатися на кулінарії тощо.
Уживаючи прийменники, важливо зважати на їхню стилістичну характеристику. Так, прийменники внаслідок, у зв'язку з, згідно з, відповідно до, у справі, у питанні, по лінії притаманні діловому мовленню, сфера функціонування прийменників проміж, побіч, насупроти, попри обмежена розмовною мовою.
Поширеною помилкою є вживання прийменникових конструкцій замість безприйменникових і навпаки. Треба вживати зрікатися переконань, відступатися від переконань, користуватися відеокамерою, оплатити проїзд тощо.
У деяких випадках у прийменникових конструкціях іменник ставиться у неправильному відмінку. Найчастіше порушується характер керування при прийменниках, що вимагають давального відмінка: усупереч вимогам, завдяки підготовці, наперекір бажанням тощо.
Недоліком є нагромадження у вузькому контексті однакових прийменників.
Кожний прийменник уживається з тим чи іншим непрямим відмінком.
Прийменники про, через — тільки зі знахідним відмінком. Прийменник при — тільки з місцевим.
Прийменники на, по можуть вживатися зі знахідним і місцевим (стояти на березі, виходити на гору, пішов по воду, пливе по воді), прийменники на, під — зі знахідним і орудним (думати над задачею, під'їхав під хату) відмінками.
Українському прийменнику до, що завжди вживається з родовим відмінком, у деяких словосполученнях відповідає російський к, який вимагає давального відмінка: звернувся до нього — обратился к нему.
Прийменник з уживається з родовим, місцевим, орудним відмінками.

### Стильові переваги прийменникової форми супроти прикметникової форми в українській мові
В українській мові сьогодні немає чіткого консенсусу яка форма — прийменникова чи прикметникова — має стильову перевагу. Більшість україномовних письменників, журналістів та інших професіоналів що оперують українським словом у своїй повсякденній роботі використовують обидві форми приблизно порівну. Далі наведені приклади вживання прийменникової VS. прикметникової форми у випадках А) коли прийменники з/зі/для/щодо тощо перед іменником у родовому відмінку не потрібні та Б) коли прийменники з/зі/для/щодо тощо перед іменником у родовому відмінку потрібні:
1. Коли прийменники з/зі/для/щодо тощо перед іменником у родовому відмінку не потрібні. Приклад 1: псевдо-прийменникова форма: Комп'ютер Свирида VS. Прикметникова форма: Свиридів комп'ютер Приклад 2: псевдо-прийменникова форма: Прем'єр-міністр України VS. Прикметникова форма: Український прем'єр-міністрПриклад 3: псевдо-прийменникова форма: Оцінка учня VS. Прикметникова форма: Учнева оцінка
2. Коли прийменники з/зі/для/щодо тощо перед іменником у родовому відмінку потрібні. Приклад 1: Прийменникова форма: Дорадник зі стилю VS. Прикметникова форма: Стильовий дорадник Приклад 2: Прийменникова форма: Підручник з укрмови VS. Прикметникова форма: Укрмовний підручникПриклад 3: Прийменникова форма: Довідник із металошукання VS. Прикметникова форма: Металошукальний довідник Приклад 4: Прийменникова форма: Посібник для дівчат VS. Прикметникова форма: Дівчачий посібникПриклад 5: Прийменникова форма: Суперечка щодо фактів VS. Прикметникова форма: Фактова суперечка

* Заувага: для багатьох лексичних форм української мови, як наприклад для прикметникових займенників («своя», «моя» тощо), псевдо-прийменникова та прикметникова форма несуть тотожне значення, e.g., псевдо-прийменникова форма корова моя є тотожною за значенням з прикметниковою формою моя корова.

## Правописні особливості
Похідні прийменники пишуться разом, окремо й через дефіс.
Разом пишуться:
- складні прийменники, утворені сполученням одного або двох (іноді — трьох) прийменників із будь-якою частиною мови: внаслідок (унаслідок), впродовж (упродовж), замість, навколо, напередодні, наприкінці, щодо;
- складні прийменники, утворені з двох простих прийменників: задля, заради, навпроти, окрім, поза, поміж, поперед, посеред, проміж.

Через дефіс пишуться складні прийменники з початковими з-, із-: з-за (із-за), з-над, з-перед, з-під (із-під), з-поза, з-поміж, з-попід, з-посеред, з-проміж.
Окремо пишуться прийменникові сполуки: у (в) році, під кінець, під час, що ж до.

### Чергування прийменників в українській мові

#### Чергування прийменниківу—в
В українській мові чергуються прийменники у — в.
У вживається для того, щоб уникнути збігу приголосних, важких для вимови:
- Між приголосними: Вогники жовтіють у вікнах, дими йдуть у небо запашні (О. Гончар). Цілив у ворону, а попав у корову (Народна мудрість).
- На початку речення перед приголосним: У присмерку літають ластівки так низько (Д. Павличко). У вовки з кобилячим хвостом не сунься (Прислів'я).
- Незалежно від закінчення попереднього слова перед наступними в, ф, а також перед сполученнями літер льв, св, тв, хв тощо: Не спитавши броду не сунься у воду (Приказка). Велике значення у формуванні характеру має самовиховання.
- Після паузи, що на письмі позначається комою, крапкою з комою, двокрапкою, тире, дужкою й крапками, перед приголосним: Стоїть на видноколі мати — у неї вчись (Б. Олійник). Він навчався… у Тернополі.

В уживається для того, щоб уникнути збігу голосних:
- Між голосними: У нього в очах засвітилась відрада (Панас Мирний). Були в Одесі. Прочитала в оголошенні.
- На початку речення перед голосними: В очі лисицею, а позаочі вовчицею (Прислів'я).
- Після голосного перед більшістю приголосних (крім в, ф, льв, св, хв тощо): Пішла в садок вишневий (Т. Шевченко). Шила в мішку не сховаєш (Народна мудрість).

#### Чергування прийменниківз—із—зі (зо)
Варіанти прийменника з — із — зі (зрідка зо) чергуються на тій же підставі, що й в — у.
З уживається:
- Перед голосним на початку слова незалежно від паузи та закінчення попереднього слова: З одним рибалкою він дуже подружив (Л. Глібов). Диктант з української мови.
- Перед приголосним (крім с, ш), рідше — сполученням приголосних початку слова, якщо попереднє слово закінчується голосним, а також на початку речення, після паузи: Плугатарі з плугами йдуть (Т. Шевченко). З її приїздом якось повеселіла хата (Леся Українка). Стій за правду горою, то й люди з тобою (Народна мудрість).

Щоб уникнути збігу приголосних, важких для вимови, вживають із або зі.
Із уживається переважно між свистячими й шиплячими звуками (з, с, ц, ч, ш, щ) та між групами приголосних (після них або перед ними): Тихович разом із сходом сонця зірвався на рівні ноги (М. Коцюбинський). I місив новий заміс із тіста старого (І. Драч). Родина із семи чоловік. Лист із Франції.
Зі вживається перед сполученням приголосних початку слова, зокрема коли початковими виступають з, с, ш, щ тощо, незалежно від паузи та закінчення попереднього слова: Ви зустріли ворога з палаючою ненавистю в очах, зі зброєю в руках (Ю. Яновський). Зі снігу каші не звариш (Прислів'я). Учень іде зі школи додому.
Зо як фонетичний варіант прийменника зі завжди виступає при числівниках два, три: позичив зо п'ять сотень. Може виступати й при займеннику мною: зі (зо) мною, але зі Знам'янки, зі Львова тощо.

## Синонімія прийменникових конструкцій

### Прийменники зі значенням мети
Відношення мети виражають прийменники для, з метою, на предмет, задля, заради, ради, в ім'я. Нейтральний прийменник для є домінантою цього синонімічного ряду, він уживається в усіх стилях мовлення. Прийменник з метою має відтінок книжності і використовується у науковому стилі. Для офіційно-ділового мовлення притаманний прийменник на предмет. Прийменники задля, ради, заради, в ім'я, в інтересах реалізують відтінок присвяти, що обов'язково повинно враховуватися при їхньому використанні.
Зі словом заходи на позначення мети вживаються прийменники щодо, до, для. Найширше використовуються конструкції з прийменниками щодо, до: заходи щодо розв'язання проблеми, заходи до поліпшення умов праці. Сполучення іменника заходи з прийменником по не відповідає літературній нормі.
До взаємозамінних належать такі конструкції: берегти на всякий випадок — берегти про всякий випадок, йти по гриби — йти за грибами, склянка для сметани — склянка на сметану.

### Прийменники зі значенням причини
Прийменник завдяки містить вказівку на причину, яка допомагає здійсненню чогось, прийменник через (і його просторічний синонім із-за) вказує на причину, що заважає здійсненню чогось. Отже, треба говорити: виконав завдання завдяки твоїй допомозі, зробив помилку через недбалість.
Для позначення причинних відношень з обмеженим колом іменників уживаються прийменники від, з: кричати від (зі) страху, плакати з (від) радості, підскочити від (з) несподіванки тощо.

### Прийменники зі значенням часу
Паралельно вживаються конструкції: на ту пору — у ту пору, за всіх часів — в усі часи, за давніх часів — у давні часи, під час війни — за часів війни, через два дні — за два дні.
Стилістично розрізняються конструкції: з дня народження — від дня народження, з дня заснування — від дня заснування. Перші з наведених конструкцій є нейтральними. Їхні варіанти з прийменником від мають відтінок урочистості. Як нейтральна і розмовна розрізняються конструкції: після вечері — по вечері.

### Прийменники зі значенням простору
Просторові прийменники становлять основний тип, тому що вони поєднуються з іменниками конкретної семантики, які формують ядро іменника як лексико-граматичного класу слів, досить детально диференціюють значення, об'єднують найбільшу кількість одиниць і служать базою для формування інших типів прийменників. Серед основних семантичних ознак дослідники виділяють такі:
1. безпосереднє місце перебування чи пересування предмета щодо просторового орієнтира;
2. початкова чи кінцева точка руху;
3. вказівка на функцію просторової координати і на сторону просторового орієнтира, щодо якої визначається потрібна точка в просторі;
4. значення напрямку та місцезнаходження;
5. значення місця і напрямку, шляху руху і вихідного пункту руху.

З семантично нейтралізованими відмінками — місцевим та родовим — просторові прийменники передають локальність (місце), з динамічними (знахідним та орудним) відмінками — значення напрямку і шляху руху, причому прийменники виражають локалізацію руху, відмінки вказують на динамічні відношення.
Група просторових прийменників досить численна й налічує понад 130 одиниць: біля, близько, близько від, в (у), вглиб, вдовж, вздовж, вище, від (од), відносно, вподовж, впоперек, впродовж, всередині, всередину, вслід, вслід за, далеко від, до, довкола (довкіл), довкруг (довкруги), з (із, зі), за, збоку, збоку від, з боку, зверх, зверху, з-за, ззаду, з-межи (з-між), з-над, з-перед, з-під, з-поза, з-позад, з-поміж (з-помежи), з-понад, з-поперед, з-попід, з-посеред, з-проміж, зсередини, к (рідковживаний), кінець, коло, край, крізь, круг, кругом, ліворуч від, мимо, між (межи), на, навздогін (наздогін), навколо (навкіл), навкруг (навкруги), навперейми, навпроти, над (наді, надо), назад, назустріч, навстріч, наперед, напереріз, напроти, нарівні з, насеред, насупроти, на чолі, недалеко, недалеко від, неподалік, неподалік від, нижче, обабіч, обік, обіруч, обіруч від, обіч, оддалік (віддалік), оддалік (віддалік) від, округ (округи), осторонь, осторонь від, паралельно з, перед (переді, передо), під (піді, підо), по, побіля, побіч, побіч з, поблизу (поблиз), поверх, повз, повздовж, повище, подовж, поза, позад, позаду, поздовж, поміж (помежи), понад, (понаді, понадо), понижче, поодаль, поперед, попереду, поперек, попід (попіді, попідо), попри, поруч, поруч з, поряд, поряд з, посеред, посередині, починаючи від, праворуч, праворуч від, при, проз, проміж, просто, проти, серед, слідом за, спереду, супроти, у бік, у напрямі, у напрямі до, у напрямку, у напрямку до, через.
За основною семантичною ознакою просторові прийменники статичної локалізації поділяються на контактні і дистантні. Контактних прийменників налічується лише 10, і вживаються вони з семантично нейтралізованими місцевим та родовим відмінками, утворюючи такі прийменниково-відмінкові сполуки: в + місц. в., е + род. в., всередині+род. в., зверх + род. в., зверху + род. в., на + місц. в., поверх + род. в., посеред + род. в., посередині + род. в., серед + род. в. Контактні прийменники можуть указувати на контакт з внутрішньою частиною просторового орієнтира (в + місц. в., е + род. в., всередині+род. в., середі+род. в.), з його поверхнею (на + місц. в., з верх+род. в., зверху + род. в., поверх + род. в.), або з центральною частиною та поверхнею (посеред + род. в., посередині + род. в.), наприклад: «В пекарні було душно, повітря було якесь кисле та важке» (М. Коцюбинський); « — Одержуй утішеніє, коли з кишені є! — стоячи всередині натовпу, раз за разом вигукував одноокий хриплим, нутряним басом,— Десять програє, один виграє, на-а-а-літай!» (О. Гончар); «Вона стояла серед — світлиці рівна, поважна та струнка, неначе статуя побіди» (і. Нечуй-Левицький); «Вода його [Карпа] піддержувала, тихо водив він руками під нею і, мов іграюча плітка, лежав увесь зверху води» (Панас Мирний); «…посеред ріки темніє якась смужка» (О. Панченко).
Контактні прийменники внутрішньої локалізації в свою чергу вказують на локалізацію в межах просторового орієнтира (в + місц. в., в + род. в., всередині + род. в.) і локалізацію в його центральних межах (серед + родгв.), наприклад: «В хаті стояла задуха, пахло сухими васильками, якісь тіні ходили по стінах у присмерку» (М. Коцюбинський); «Книжки були здорові, в шкуратяній оправі, з жовтими защіпками, з червоними та золотими смужками на корінцях, ще й всередині книжок були вкладені закладки з червоних та синіх стрічок» (І. Нечуй-Левицький); «Здавалася Федора старішою за саме село, за ту чорну землю, на якій жила. Старішою й за гай той далекий…; старішою за геть порослий мохом, покритий пліснявою давній колодязь біля циганської могили, лисого піщаного пагорба, що ґулею вискочив серед рівного, як тарілка, степу» (О. Ніколаєвська). Форма в + род. в. серед прийменників внутрішньої локалізації вирізняється своєю лексичною обмеженістю, тому що відмінкову форму заповнюють лише іменники — назви осіб, пор.: у людей, у робітників, у селян.
Дистантні статичні прийменники становлять велику, семантично розгалужену групу. Вони визначають п'ять видів дистантної локалізації щодо просторового орієнтира:
1. Загальна дистантна локалізація.
2. Локалізація за ознакою близькості — віддаленості.
3. Локалізація по колу.
4. Локалізація між просторовими орієнтирами.
5. Локалізація щодо горизонтальної або вертикальної осі.

До прийменників із значенням загальної дистантної локалізації належать поза з орудним відмінком та його стильовий еквівалент за з орудним, надр.: «Дивився на зелені лани, на сиву вдалині смугу лісу поза Пслом» (А. Головко); «Сонце сідає за городами, сиві листи капусти стають червоними й блискучими» (В. Винниченко).
Локалізацію за ознакою близькості — віддаленості передають 15 прийменників, що вживаються з родовим відмінком: біля, коло, побіля, близько, близько від, поблизу (поблиз), неподалік, неподалік від, недалеко, недалеко від, оддалік (віддалік), оддалік (віддалік) від, поодаль, далеко від. Основним засобом вираження загальної просторової близькості до предмета є прийменник біля. Його стильовим еквівалентом виступає прийменник коло, наприклад: «Настя стояла біля печі, осяяна рожевим світлом. її повні, трохи бліді щоки спалахнули рум'янцем, в тихих очах світились спокій та щастя» (М. Коцюбинський); «Лежали запорожці коло возів і, попихкуючи люльками, з убивчим спокоєм дивилися на місто» (О. Довженко).
Кілька прийменників виражають значення просторової близькості з відтінком відносної віддаленості. Це — прийменники близько, близько від, поблизу (поблиз), неподалік, неподалік від, недалеко, недалеко від, пор.: «На горах, поблизу зеленокорих буків, За вітром степовим, з,а перебором звуків Не бачив ні Алми, ні хвалених криниць» (М. Зеров); «Опустились інопланетники в степу неподалік від траси, й було це рано на світанні, коли пташки росу п'ють» (О. Гончар).
Серед прийменників для вираження просторової віддаленості оддалік (віддалік), оддалік (віддалік) від, поодаль, що вказують на незначний ступінь віддаленості, і далеко від, який передає значний ступінь віддаленості, пор.: «Стала [Милуша] оддалік від коня, дивиться, що буде далі» (С. Склярєнко); «Але як міг її аж тут, у гущавині, досить далеко від берега помітити Миколай, що був усе зайнятий» (Г. Хоткевич).
Семантику просторової локалізації по колу, в центрі якого міститься просторовий орієнтир, виражають 7 прийменників, причому роль домінанти виконують лише два — навколо і довкола, інші прийменники (навкруг (навкруги), довкруг (довкруги), круг, округ (округи), кругом) функціонують як їх стильові еквіваленти, пор.: «Навколо ставка — верби густим вінком. Тільки тоді вони були тоненькі, рівні, а тепер товсті, погнуті, в рижих дуплах» (Гр. Тютюнник); «Попереду, в глибині ночі, махає веселими крилами високий вітряк, над ним, як млинове коло, підводиться місяць, а хмари навкруг нього зовсім білі, мов лебеді» (М. Стельмах) .
На дистантну локалізацію місця між двома та більше просторовими орієнтирами вказують прийменники між +. +ор. в., між+род. в., поміж + ор. в., поміж + род. в., проміж + ор, в., проміж + род. в., причому вищу продуктивність має орудний, пор.: «Червонясте, по-осінньому линяве його проміння навскіс лежить поміж соснами, зогріває жовті вощані стовбури…» (Гр. Тютюнник); «] кожного разу на білому ватмані в штурманській рубці з'являлися нові нитки градусної сітки, а проміж них — примхливо-хвилясті контури землі…» (З. Тулуб).
Дистантну локалізацію щодо горизонтальної або вертикальної осі визначає велика група прийменників. Більш диференційовано членують простір форми горизонтальної локалізації, які об'єднуються в шість підгруп. Перша підгрупа вказує на місце перед просторовим орієнтиром (перед + ор. в., поперес+род. в., поперед + ор. в., попереду+рол. в., проти + рор,. в., навпроти+ род. в., напроти + род. в., супроти + род. в., насупроти + род. в., спереду+ род. в., просто+род. в., на чолі + род. в.). Серед цих прийменників основна роль належить прийменнику перед з орудним відмінком, що вирізняється широким лексичним наповненням, наприклад: «Перед хатою… зеленіли кущі бузку та рожі, цвіли кущі оргині й мальви, гвоздики, чорнобривці та настурції» (І. Нечуй-Левицький).
У прийменників поперед, попереду, спереду, на чолі, що вживаються з родовим відмінком здебільшого назв істот, на основне значення нашаровується дистрибутивна ознака, наприклад: «Потім всі четверо відійшли набік, щось поговорили між собою, і сержанти пішли в ліс, а командири стали поперед колон і повели далі, з лісу» (Г. Тютюнник); «Он показався Семен Мажуга на чолі цілої юрми» (М. Коцюбинський).
Прийменники проти, навпроти, напроти, супроти, насупроти з родовим відмінком, крім значення місця перед просторовим орієнтиром, вказують ще й на симетричне розташування предметів один до одного їх передніми сторонами, наприклад: «Соломія стояла коло стола проти Романа і довго дивилась мовчки на його вид, на його високе насуплене поважне чоло, на русяві пасма волосся кругом чола» (І. Нечуй-Левицький); «По той бік річки, напроти сосни, заходило сонце, пославши на воду од берега й до берега шматок червоного полотна» (Гр. Тютюнник).
Друга підгрупа прийменників визначає місце за просторовим орієнтиром. Це — за + ор. в., поза + ор. в., позад + + род. в., позаду + род. в., ззаду + род. в. У цьому ряду роль домінанти виконує прийменник за з орудним відмінком, тому що він найширше сполучається з назвами конкретних предметів, наприклад: «Ранок яснішав. На край неба, за яром, легкі хмаринки займались, як од вогню солома, а важкі червоно тліли, наче дубовий вугіль» (М. Коцюбинський).
Для прийменника поза з орудним відмінком це значення є периферійним, бо він спеціалізується на вираженні загальної дистантної локалізації. Інші три прийменники — позад, позаду, ззаду — сполучаються здебільшого з родовим відмінком назв істот або неістот. Наприклад: «Позад будинку, що з його даху Черниш вів свої спостереження, стояв інший будинок такого ж стандартного типу» (О. Гончар); «… клеїв [чоловік] на дошці списки студентів, зачислених до університету, і тих, які повинні були забрати документи. Удає теж побіг до дошки і став позаду всіх, жадібно проглядаючи очима списки з літерою „X“ (Г. Тютюнник).
Третя підгрупа прийменників указує на місце з бічної сторони і поблизу просторового орієнтира. До таких належать поряд + род,. в., поряд з+ор. в., поруч- род. в., поруч З + ор. В., обік + род. в., обіч + род. в., пообіч + род. в., пообіч з + ор. в., збоку + род. в., збоку від + род. в., наприклад: „Та Лукії сьогодні чогось не співається, їй просто хочеться отак сидіти поряд з капітаном, слухати його тиху мову, відчувати тонкий запах парфумів, що йде від нього“ (О. Гончар); „Глибока, як небо, вода, ясні зорі поруч з лілеями, світяться в ній. Лежить, не зворухнеться на воді латаття, біліють великі квіти лілей, таємничо принишкли ожереди“ (О. Гончар); „Іван примостився збоку стола на стільчику“ (І. Нечуй-Левицький); „ — Радий вас бачити, радий вас бачити! — посадив збоку від себе гостя“ (М. Стельмах).
Ряд форм четвертої підгрупи конкретизує бічну сторону просторового орієнтира, точно визначаючи її, пор.: ліворуч + род. в., ліворуч від + род. в. (місце з лівого боку предмета), праворуч + род. в., праворуч від + род. в. (місце з правого боку предмета), наприклад: „Сотня козаків і рота солдатів з двома гарматами замикали похід, а ще одна сотня козаків з піками, шаблями та рушницями гарцювала праворуч і ліворуч транспорту, охороняючи фланги“ (З. Тулуб); „Ліворуч від катраги темні“ клуня, а над нею самотіє лісова груша — єдиний слід того, що й у цьому кутку колись шумів ліс» (М. Стельмах); «Праворуч від озеречка уже лежали росою прибиті покоси, але ще ніде не манячили копички» (М. Стельмах).
Форми п'ятої підгрупи обабіч + род. в., обіруч + род. в., обіруч від 4- род. в. визначають місце з обох боків предмета, край + род. в., кінець + род в.— місце на близькій відстані від кінцевої частини або самого краю предмета, наприклад: «Обабіч дороги чорніють сади, біліють у садах чепурні хати, дбайливо обмазані господинями» (А. Шиян); «Перші весняні трави вигострились зеленими щітками обіруч шляху» (О. Гончар); «Хочу встать та глянути, бо знаю, що вона сидить кінець стола, край віконця» (І. Нечуй-Левицький).
Значення місця з бічної сторони на невеликій віддалі від просторового, орієнтира виражають прийменники шостої підгрупи осторонь і осторонь від з родовим відмінком, які відрізняються від форм на позначення просторової близькості семою горизонтальної локалізації, наприклад: «Хата стояла осторонь від вулиці» (І. Ле).
У межах дистантної вертикальної локалізації виділяється два основних параметри: місце над просторовим орієнтиром (форми над + ор. в., понад + ор. в., вище + род. в., повище + род. в.) і місце під просторовим орієнтиром (форми під + ор. в., попід + ор. в., нижче + род. в., понижче + род. в.). Серед цих форм основна роль належить прийменникам над і під з орудним відмінком, решта через свій похідний характер уживається обмеженіше, наприклад: «Вигнувшись семибарвною дугою, нахилилась [райдуга] одним кінцем десь над лиманом, а другим — якраз над комишанськими очеретами, і там з-поміж них воду бере» (О. Гончар); «Хлопчик уродився смаглявим, чорнобривим, опецькуватим, за всіма ознаками — викапаний батько, тільки й різниці, що в Тимка чорна родимка під оком, а в сина сповзла трохи нижче на щоку» (Г. Тютюнник); «Рукава її білої з мережками сорочки були чепурненько засукані повище круглих ліктів» (Д. Мордовець); «У кінці садка пасіка; попід деревом стоять вулики, з правого боку — курінь» (Панас Мирний), На вертикальній осі між цими протилежними параметрами виділяється ще один — місце на однаковій висоті щодо просторового орієнтира. На нього вказує прийменник нарівні (врівні) з + ор. в., наприклад: Лампочка висіла нарівні з верхньою шибкою вікна.
Просторові прийменники утворюють також форми із значенням шляху руху. їх налічується 17, причому на всі поширюється основне семантичне протиставлення контактність — дистантність. Контактні прийменниково-відмінкові форми через + зн. в., крізь + зн. в. указують на наскрізний рух у межах просторового орієнтира, наприклад: «Юзя пройшла через садок вузенькою протоптаною стежечкою геть до вільх коло тину» (Леся Українка); «Сонце вже сховалося за вільшечки, пустило крізь листя тоненькі рожеві стріли» (Гр. Тютюнник).
Дистантні прийменниково-відмінкові форми визначають кілька різновидів шляху руху, зокрема: а) динамічну локалізацію позаду рухомого предмета: за + ор. в., вслід + дав. в., вслід за + ор. в., слідом за + ор. в., навздогін + дав. в., навздогін за + ср. в., позад + род. в., позаду + род. в., наприклад: «Тихо, поважно чвалають і чумаки за своїми волами. Не чуть гомону, наче душа розмовляє з стеновою тишею…» (М. Коцюбинський); «Служниця лізе вгору і присвічує ліхтарем в'язневі, що лізе слідом за нею» (Леся Українка); «— Дивись, як тут глухо та страшно! — сказав він [Івась], ідучи позаду Карпа» (Панас Мирний); «їхав [Шрам] позад усіх, не хотів ні з ким розмовляти» (П. Куліш); «— Лови!… лови його — скрикнув Гаврилко, і всі троє щосили побігли навздогінці за сгиньми» (М. Коцюбинський); б) лінійну динамічну локалізацію близько просторового орієнтира: мимо + род. в., повз + зн. в., попри + зн. в., проз + зя. в., наприклад: «Пройшли мимо здоровенних довгих складів, що тяглися в темряві, як вулиця, перетяли вузькоколійку, довго петлювали поміж високими купами дров» (Г, Тютюнник); «Синь і синь над полями без краю, в'яне серце під осені спів. А вночі повз села пролітають жовті вікна швидких поїздів» (В. Сосюра); в) динамічну локалізацію щодо просторового орієнтира, який рухається в протилежному напрямку: назустріч + дав. в., навстріч + дав. в., наприклад: «Легко виважившись на руках, Черниш вихопився з окопу. Назустріч йому з горба спускалися кілька бійців, розмовляючи поміж собою» (О. Гончар); «ї молода рибачка з кручі Стежками мчить мені навстріч, Сніданок в копійку пахучий,— Це після моря добра річ!..» (М. Нагнибіда); г) динамічну локалізацію в напрямку перетину руху предмета як просторового орієнтира: навперейми + дав. в., напереріз + дав. в., наприклад: «Тимко зодяг картуз, крутнувся до дверей. Дівчина кинулась йому навперейми» (Г. Тютюнник); «Миттю опустивши вітрило, ми схопились за весла і направили човна напереріз крутим брижам, до берега» (журн.).
Прийменниково-відмінкові форми напрямку руху утворюють прийменники в, за, між, на, над, перед, під, по, поза, поміж, понад, поперед, попід, проміж з двома динамічними відмінками — знахідним і родовим. У сполуках напрямку семантично навантажені обидва складники прийменниково-відмінкової форми: прийменники вказують на контактну або неконтактну локалізацію, відмінки виражають динамічне значення. Саме воно зумовлює поділ прийменниково-відмінкових форм напрямку руху на дві підгрупи: прийменниково-відмінкові форми вихідного пункту і прийменниково-відмінкові форми кінцевого пункту руху. Значення вихідного пункту руху виражають 16 прийменників з динамічним родовим відмінком, причому прийменники вказують на різну локалізацію вихідного пункту руху, а форма родового відмінка передає динамічне значення віддалення, Серед прийменників: від (од), з (із, зі), з-за, з-межя (з-між), з-над, з-перед, з-під, з-поза, з-позад, з-поміж (з-помежи), з-понад, з-поперед, з-попід, з-посеред, з-проміж, починаючи від. Контактні прийменники визначають вихідну точку руху, що міститься; а) в межах просторового орієнтира, всередині предмета: з, зсередини, з-посеред, наприклад: «Він уклонився і, злегка похитуючись, поважно вийшов з кімнати» (В. Винниченко); « — Це хліб хазяйський. Ось дивись! — Та й висмикнув зсередини стога жменю жита» (Панас Мирний); б) на поверхні предмета: з, наприклад: «…Розплющую очі і раптом бачу у вікнах глибоке небо і віти берези. …Уявляється раптом зелений двір — він вже поглинув мою кімнату — я зскакую з ліжка і гукаю у вікно до зозулі: ку-ку… ку-ку… Добридень!..» (М. Коцюбинський); «З тернового куща, недалеко стежки, злетіла якась заспана пташка» (Г. Косинка); в) у центральних межах внутрішньої частини предмета: з-посеред, наприклад: Іграшковий автомобіль мчав з-посеред кімнати.
Дистантні прийменники з родовим відмінком диференціюють дистантну щодо просторового орієнтира локалізацію вихідного пункту руху, вказуючи на: а) початкову межу руху: від, починаючи від, наприклад: «Море тихе й блискуче. Ми ходимо, не розмовляючи. Під нами шаланди, розпустивши паруси, похляскавши ними на тихому вітрі, одна за одною відриваються від берега, набравши вітру в парус» (Ю. Яновський); б) загальний напрямок руху від предмета: від, з, наприклад: «Оленка йшла двором від річки» (І. Ле); «Був серпень, з півночі прийшов циклон і раптом стало дуже холодно» (Ю. Мушкетик); в) горизонтальну локалізацію, зокрема рух з місця, розташованого з протилежного боку предмета (з-за, з-поза, з-позад) або перед предметом (з-перед, з-поперед), наприклад: «З-за садка, здавалося, одразу за ним, підіймалася супроти полуденного сонця велика, у півнеба, синя хмара, задув холодний вітер, і незабаром рушив густий навскісний сніг, лапастий і мокрий» (Гр. Тютюнник); «Снаряди з-поза річки летіли все частіше й частіше» (Л. Первомайський); Пасажир побіг з-перед автобуса; г) вертикальну локалізацію, зокрема на рух з місця, розташованого над предметом (з-над, з-понад), під предметом (з-під, з-попід), або оточеного рядом предметів (з-межи (з- між), з-поміж (із-поміж), з-помежи, з-проміж), наприклад: «Так застало його й ранішнє сонце, коли визирнуло, з-понад чорних бориславських дахів…» (І. Франко); «З-під колоди шмигонуло дві перелякані ящірки і пошились в папороть…» (І. Нечуй-Левицький); «Над вільшиною підіймається прозорий димок і, ледве виткнувшись із-поміж листя, щезає, розмаяний вітром» (Г. Тютюнник); «Телефоніст вийшов з-поміж гіллястих дерев, усміхаючись роті» (О. Гончар).
Зі значенням кінцевого пункту руху вживається 18 прийменників з динамічним знахідним і рідше родовим відмінками: в + зн. в., до + род. в., на + зн. в., за + зн. в., поза + зн. в., між (межи) + зн. в., поміж (потежи) + зн. в., проміж + зн. в., гю + зн. в., над + зн. в., понад+зн. в., під + +зн. в., попід+зн. в., перед + за. в., поперед +зн. в., у напрямі до+роц. в., у напрямку (Эо + род. в., рідковживаний к+дав. в. Контактні прийменники а+зн. в., <?о + род. в., всередину+род. в., "а+зн. в. з відповідними динамічними відмінками вказують на кінцеву точку руху, що міститься всередині або на поверхні предмета, наприклад: «В щілині поміж горами летів в долину потік і тряс по каміннях сивою бородою» (М. Коцюбинський); «Парубок відкрив двері, що чимось були підперті зсередини, увійшов до хліва…» (Г. Тютюнник); «Тут саме під'їхав Сергій Павлович, і ми всі разом пішли всередину вокзалу» (П. Тичина); Дикі гуси прилетіли на озеро.
Дистантні прийменники з динамічними відмінками визначають кілька параметрів кінцевої точки руху, зокрема: а) рух у бік предмета: на + зн. в., до + род. в., в+зн. в., в бік + род. в., у напрямі до + род в., у напрямку до + род. в., к + дав. в., наприклад: «Два вершники легко скочили з коней, прив'язали їх до обори і, пригинаючись під гіллям вишняків, пішли до хати» (М. Стельмах); «Від широкого шляху, що пролягав селом, бігли врозтіч мальовничі вулички й стежки до розкиданих у зелені подвір'їв та хат» (О. Довженко); «В столиці почалася паніка. Заводчики й комерсанти тікали на захід» (О. Гончар); «Ми йдемо серединою бульвару в напрямку до східців у порт» (Ю. Яновський); б) рух у простір за предметом: за + зн. в., поза + зн. в., наприклад: «Вересневе сонце непомітно зайшло за потріскані негусті хмари і зразу ж розіслало аж за ліс недобілені полотна» (М. Стельмах); в) рух у простір з переднього боку предмета: перед + зн. в., поперед + зн. в., наприклад: «Приїхала фірою на вулицю Куліша перед батьківський дім, забрала звідтіль, що було їй потрібно» (І. Вільде); г) рух у простір вище предмета: над + зн. в., понад + зн. в., наприклад: «Вітер поніс звуки голосу над воду» (О. Ільченко); «Старі сиві птахи, злякані звуком походу, важко злітали понад галяву» (П. Загребельний); д) рух у простір нижче предмета: під + зн. в., попід + зн. в., наприклад: Ящірка шмигнула під камінь; е) рух у простір, обмежений двома або кількома предметами: між (межи) + зн. в., поміж (помежи) + зн. в., проміж + зн. в., наприклад: «В нестямі дерлися кудись між стрімке каміння і знову скочувались вниз» (О. Гончар).
До прийменниково-відмінкових форм на позначення напрямку руху належить 10 особливих форм, утворених похідними прийменниками з родовим відмінком, які, на відміну від інших, виражають динамічну ознаку самостійно, без допомоги відмінків. Вони дістали назву динамічних просторових прийменників. Серед них: всередину, зсередини, насеред, наперед, вглиб, назад, у бік, у напрямі, у напрямку, з боку. З прийменниковою системою вони пов'язуються ознакою контактності — дистантності. Контактні динамічні прийменники виражають: а) рух у внутрішню частину предмета («Аж схвилювалась [Христина] од такої здогадки, тому входила всередину вітряка, мов у якусь недоказану казку, і дивно було, що на її тихе „добривечір“ ніхто не відповів» (М. Стельмах); б) рух у центральну частину внутрішніх меж предмета або його поверхні («Місяць виплив насеред неба, і, як потопельник, то виринав, то потопав у хмарах» (Б. Лепкий); в) рух далі від початкових внутрішніх меле предмета («Зніяковівши, Вікторія відійшла вглиб стодоли» (А. Хижняк); г) рух зсередини предмета («Іноді зсередини (залу) на свіже повітря вилазив упрілий, в розстебнутім кожусі котрийсь із слабогрудих, що вже не міг сидіти більш у духоті» (А. Головко).
Дистантні динамічні прийменники вказують на загальний напрямок руху до предмета («На світанку, коли на сході вже зоря розгорялась і пастухи виганяли худобу на царини, мчав степом у напрямі до Дніпра відкритий блискучий автомобіль» (О. Гончар); «Помчали в напрямі полігона» (О. Гончар); «Вершники мчали вздовж величезного ешелону, що відходив у напрямку Жмеринки» (О. Довженко); «І вже повернувся [Микола] до товаришів, уже веселий їхній гурт поплив у бік собору…» (О. Гончар); на загальний напрямок руху від предмета («А як тільки впали перші сутінки, вулицею Гребінки з глухого її кінця, з боку Огневого поля, майнула спочатку одна постать, за нею через деякий час з'явилась друга, потім третя, четверта…» (О. Гончар); на рух до місця перед предметом («Вийшли тут наперед війська Військові співці славутні» (Леся Українка); на рух до місця за предметом («Кинь хліб назад себе, а він стане наперед тебе» (Українські народні прислів'я та приказки).http://subject.com.ua/ukrmova/gramatica/94.html
Синонімічними зв'язками об'єднуються такі прийменники цієї групи: біля — коло — поряд (з) — поруч (з), край — кінець, обіч — збоку — побіч (розм.) — обік (розм.), напроти — навпроти — проти — супроти — насупроти (розм.), серед — посеред.
Нормативними є конструкції типу: їхати в село — їхати до села, йти в місто — йти до міста, завітати в театр — завітати до театру, мешкати по вулиці Шевченка — мешкати на вулиці Шевченка.

### Прийменники зі значенням відповідності
Розрізняються сферою вживання синоніми незважаючи на і попри. Прийменник попри використовується тільки в розмовному та художньому стилях. Його стилістично нейтральний синонім не має функціональних обмежень. Не відповідає сучасним нормам української мови вживання у ролі прийменника словосполучення не дивлячись. Це слово функціонує в українській мові тільки як дієприкметник.

### Прийменники зі значенням об'єкта
Синоніми стосовно, стосовно до, щодо мають тотожні значення. В усному мовленні, публіцистиці, художніх творах переважно вживається прийменник щодо. Прийменникам стосовно, стосовно до, що вирізняються відтінком книжності, надається перевага у науковому, офіційно-діловому мовленні.